# Séries de divisions de la Ligue nationale de baseball

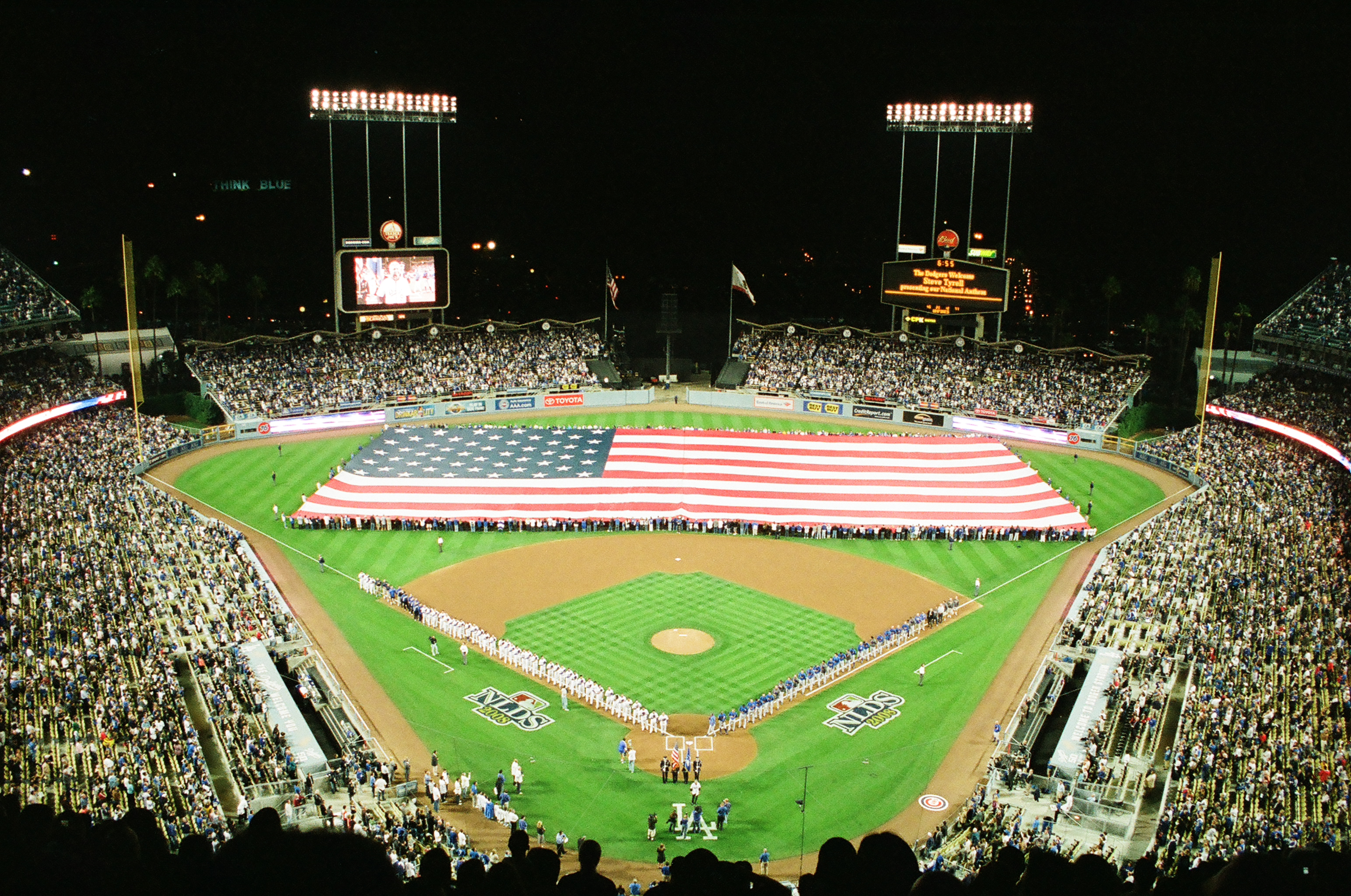
Les cérémonies d'avant-match de la troisième partie d'une des Séries de divisions 2008 à Los Angeles, entre les Dodgers et les Cubs.

Les Séries de divisions de la Ligue nationale de baseball sont disputées annuellement en octobre dans la Ligue nationale de baseball. 
Il s'agit du premier des trois tours éliminatoires des Ligues majeures de baseball. Les vainqueurs s'affrontent en Série de championnat de la Ligue nationale, servant à déterminer le champion de la ligue et son représentant dans la grande finale du baseball majeur, la Série mondiale.
Les Séries de divisions telles qu'on les connaît actuellement sont présentées depuis la saison 1995, sous la forme de deux affrontements de type « trois de cinq », la première équipe à remporter trois victoires accédant au tour éliminatoire suivant.
En anglais, elles sont appelées National League Division Series, et on y réfère souvent par l'acronyme NLDS.

## Séries de divisions en 1981
En 1981, la saison régulière des ligues majeures de baseball fut interrompue pendant 50 jours par une grève des joueurs. Lors du retour au jeu, la ligue décida d'utiliser une formule peu conventionnelle pour cette saison seulement. Elle détermina que les équipes se trouvant en tête de leurs divisions au moment de l'arrêt de jeu seraient nommées championnes de la première moitié de saison, et accéderaient automatiquement aux séries éliminatoires. Les matchs restant au calendrier régulier serviraient à déterminer le classement des équipes pour la seconde moitié, qui couronnerait à son tour des champions dans les divisions Est et Ouest. Le baseball majeur avait prévu de permettre à un wild card (meilleur deuxième) de passer en séries si le champion d'une division s'avérait être le même lors des deux moitiés de la saison, mais cette éventualité ne se concrétisa pas.
Cet arrangement ne fit pas l'unanimité, et les détracteurs pointèrent le fait que les Reds de Cincinnati, auteur du meilleur dossier des majeures (66-42) cette saison-là, ratèrent malgré tout leur qualification en terminant deuxièmes dans chacune des deux moitiés du calendrier.
Les Séries de divisions de 1981 dans les ligues Nationale et Américaine furent dont présentées à titre exceptionnel. Dans les Séries de divisions de la Ligue nationale de 1981, les Dodgers de Los Angeles éliminèrent les Astros de Houston en cinq parties, et les Expos de Montréal réservèrent le même sort aux Phillies de Philadelphie, en cinq matchs également. 
Dès 1982 les ligues majeures retournèrent aux saisons régulières de 162 parties et à la formule régulière d'un seul tour éliminatoire avant la Série mondiale.

## Séries de divisions depuis 1995
Les Séries de divisions telles qu'on les connaît maintenant furent instaurées pour la saison 1994 et coïncidèrent avec le réarrangement des divisions du baseball majeur, alors que les 28 équipes de l'époque furent redistribuées entre 6 sections, plutôt que 4, et qu'il fut permis à 8 équipes au lieu de 4 de participer aux éliminatoires. 
Cependant, en raison d'une nouvelle grève des joueurs qui mena cette fois à l'annulation de la fin de la saison 1994 et des éliminatoires, cette nouvelle formule de séries à trois rondes ne fut présenté pour la première fois qu'en 1995. C'est donc cette année-là que les Séries de divisions telles qu'on les connaît actuellement furent présentées pour la première fois.

### Déterminer les adversaires
À l'issue de la saison régulière de la Ligue nationale, les champions des divisions Est, Centrale et Ouest sont qualifiés pour les éliminatoires. La quatrième équipe qualifiée l'est à titre de meilleur deuxième, ou wild card.
Depuis 1998, le club ayant conservé le meilleur dossier victoires-défaites affrontera en Série de divisions la formation qualifiée comme meilleure deuxième. Si ces deux clubs évoluent dans la même division, le duel opposera plutôt le champion de section ayant remis la meilleure fiche à celui possédant la moins bonne. En vertu de la règle actuelle, deux clubs de la même division ne peuvent  jamais s'affronter au premier tour éliminatoire. 
De 1995 à 1998, les affrontements étaient déterminés par les dossiers victoires-défaites en saison et il était possible que deux équipes d'une même division soient opposées en première ronde.

### Adversaires fréquents
Depuis 1995, les Braves d'Atlanta et les Astros de Houston se sont affrontés à cinq reprises en Séries de divisions, les Braves remportant les trois premiers face-à-face (1997, 1999, 2001) et les Astros les deux suivants (2004, 2005).
Les Padres de San Diego et les Cardinals de Saint-Louis se sont quant à eux affrontés trois fois, chaque fois à l'avantage des Cardinals (1996, 2005, 2006).

## Résultats
| Année | Équipes gagnantes                                | Score   | Équipes perdantes                                  |
| ----- | ------------------------------------------------ | ------- | -------------------------------------------------- |
| 1981  | Expos de Montréal Dodgers de Los Angeles         | 3-2     | Phillies de Philadelphie Astros de Houston         |
| 1995  | Braves d'Atlanta Reds de Cincinnati              | 3-1 3-0 | Rockies du Colorado Dodgers de Los Angeles         |
| 1996  | Braves d'Atlanta Cardinals de Saint-Louis        | 3-0     | Dodgers de Los Angeles Padres de San Diego         |
| 1997  | Marlins de la Floride Braves d'Atlanta           | 3-0     | Giants de San Francisco Astros de Houston          |
| 1998  | Braves d'Atlanta Padres de San Diego             | 3-0 3-1 | Cubs de Chicago Astros de Houston                  |
| 1999  | Braves d'Atlanta Mets de New York                | 3-1     | Astros de Houston Diamondbacks de l'Arizona        |
| 2000  | Cardinals de Saint-Louis Mets de New York        | 3-0 3-1 | Braves d'Atlanta Giants de San Francisco           |
| 2001  | Braves d'Atlanta Diamondbacks de l'Arizona       | 3-0 3-2 | Astros de Houston Cardinals de Saint-Louis         |
| 2002  | Giants de San Francisco Cardinals de Saint-Louis | 3-2 3-0 | Braves d'Atlanta Diamondbacks de l'Arizona         |
| 2003  | Marlins de la Floride Cubs de Chicago            | 3-1 3-2 | Giants de San Francisco Braves d'Atlanta           |
| 2004  | Cardinals de Saint-Louis Astros de Houston       | 3-1 3-2 | Dodgers de Los Angeles Braves d'Atlanta            |
| 2005  | Cardinals de Saint-Louis Astros de Houston       | 3-0 3-1 | Padres de San Diego Braves d'Atlanta               |
| 2006  | Mets de New York Cardinals de Saint-Louis        | 3-0 3-1 | Dodgers de Los Angeles Padres de San Diego         |
| 2007  | Diamondbacks de l'Arizona Rockies du Colorado    | 3-0     | Cubs de Chicago Phillies de Philadelphie           |
| 2008  | Phillies de Philadelphie Dodgers de Los Angeles  | 3-1 3-0 | Brewers de Milwaukee Cubs de Chicago               |
| 2009  | Phillies de Philadelphie Dodgers de Los Angeles  | 3-1 3-0 | Rockies du Colorado Cardinals de Saint-Louis       |
| 2010  | Phillies de Philadelphie Giants de San Francisco | 3-0 3-1 | Reds de Cincinnati Braves d'Atlanta                |
| 2011  | Cardinals de Saint-Louis Brewers de Milwaukee    | 3-2     | Phillies de Philadelphie Diamondbacks de l'Arizona |
| 2012  | Cardinals de Saint-Louis Giants de San Francisco | 3-2     | Nationals de Washington Reds de Cincinnati         |
| 2013  | Cardinals de Saint-Louis Dodgers de Los Angeles  | 3-2 3-1 | Pirates de Pittsburgh Braves d'Atlanta             |
| 2014  | Giants de San Francisco Cardinals de Saint-Louis | 3-1     | Nationals de Washington Dodgers de Los Angeles     |
| 2015  | Cubs de Chicago Mets de New York                 | 3-1 3-2 | Cardinals de Saint-Louis Dodgers de Los Angeles    |
| 2016  | Cubs de Chicago Dodgers de Los Angeles           | 3-1 3-2 | Giants de San Francisco Nationals de Washington    |
| 2017  | Dodgers de Los Angeles Cubs de Chicago           | 3-0 3-2 | Diamondbacks de l'Arizona Nationals de Washington  |